# Jasenná na Moravě
Jasenná (deutsch Jassena, 1939–1945 Jassen) ist eine Gemeinde in Tschechien. Sie liegt sechs Kilometer nordöstlich von Vizovice und gehört zum Okres Zlín.

## Geographie
Jasenná erstreckt sich im Norden des Wisowitzer Berglandes im Tal das Baches Jasenka. Nördlich erheben sich der Syrákov (561 m) und Na Strážích (595 m), im Nordosten die Vartovna (651 m), östlich der Kozi hřbet (511 m) und die Široká (645 m), im Südosten der Vrch (574 m) und die Tanečnice (601 m), südlich der Na Háji (446 m), im Südwesten der Stráň (438 m) sowie westlich die Vrchy (486 m). Durch Jasenná führt die Staatsstraße I/69 zwischen Vsetín und Vizovice.
Nachbarorte sind Pod Hranicí und Spalíky im Norden, V Lůžku, Liptál, Bařiny, Povalčice und Seninka im Nordosten, Valašská Polanka im Osten, U Macíků, Prlov, Pozděchov, Závratě, Žleby und Pržnice im Südosten, Ublo und Lutonina im Süden, Výpusta und Chrastěšov im Südwesten, U Matyjáků, Neubuz, Závrší, Trávníky, Oškerovy Paseky und Dešná im Westen sowie V Jámách und Všemina im Nordwesten.

## Geschichte
Die erste schriftliche Erwähnung von Jasena erfolgte 1468 als Besitz des Klosters Smilheim. Nach dem Untergang des Klosters erhielt Zigmund Kuna von Kunstadt, ein Nachfahre des Klostergründers, 1485 den klösterlichen Besitz zwecks einer Erneuerung des Klosters, die jedoch nie erfolgte. 1548 wurde erstmals eine Pfarre in Jasena erwähnt. In der zweiten Hälfte des 16. Jahrhunderts wurde das Dorf evangelisch. Besitzer der Herrschaft Vizovice waren nach den Herren von Kunstadt ab 1549 Wenzel von Boskowitz und ab 1567 Zdeněk Kavka von Říčany. Aus dem Jahre 1562 ist der Ortsname Jasenny überliefert und 1578 wurde das Dorf Gasennau genannt. Weitere Namensformen zu dieser Zeit waren Gasenna und Jesena. Im Urbar der Herrschaft Vizovice sind für Jasenná im Jahre 1585 33 Anwesen aufgeführt, das größte davon war das Gut des Vogtes mit einer Hufe Ackerland und einer Mühle. 1594 erwarb der ungarische Adlige Emerich Dóczy de Nagy Lucsie (Emerich Dóczy z Natluče) die Herrschaft; er versuchte, die Untertanen zu rekatholisieren. Im Jahre 1607 kaufte Pavel Ubelský die Vogtei von den Waisen seines Vorgängers Matěj Klimeš. Die Pfarre erlosch nach dem Dreißigjährigen Krieg, zu dieser Zeit übernahmen jesuitische Missionare mit mäßigem Erfolg die Rückführung der Bevölkerung zum Katholizismus. 1663 erhielt Jíra Mikuláštík das Amt des Vogtes. Aus dem Jahre 1672 ist der Ortsname Jasenna überliefert. 1777 wurde in Jasenna eine katholische Pfarrexpositur eingerichtet, zu der auch die Dörfer Ublo und Lutonina gehörten. Jedoch bildeten die Katholiken die Minderheit unter den Einwohnern. Nachdem 1777 auf dem Hostýn ein gefälschtes Toleranzpatent verlesen wurde, um das wahre religiöse Bekenntnis der Untertanen aufzudecken, bekannten sich 1778 139 Einwohner von Jasenna öffentlich zum Augsburger Bekenntnis. Der Vogt Mikuláštík erlaubte ihnen, obwohl er selbst Katholik war, die Abhaltung evangelischer Gottesdienste in seinem Stadel. Nach der Verkündung des Toleranzpatentes traten 1781 mit Ausnahme der Familie Mikuláštík sämtliche Einwohner zum Protestantismus über. Im Jahr darauf bildeten Protestanten eine eigene Kirche und errichteten ein hölzernes Bethaus. Die katholische Schule wurde 1782 gegründet. Zu den weiteren Grundherren gehörten u. a. Prokop Gervasi Reichsgraf von Gollen, Marie Anna Minckwitz von Minckwitzburg, Christoph von Blümegen und Philipp Stillfried-Rattonitz. Im Jahre 1834 war das Dorf auf 82 Häuser angewachsen, in denen 438 Personen lebten. Die Haupterwerbsquelle bildete die Landwirtschaft und insbesondere die Schafzucht. Bis zur Mitte des 19. Jahrhunderts blieb Jassena immer zur Herrschaft Wisowitz untertänig.
Nach der Aufhebung der Patrimonialherrschaften bildete Jassena ab 1850 eine Gemeinde in der Bezirkshauptmannschaft Uherský Brod. Ab 1855 gehörte die Gemeinde zum Bezirk Vizovice und ab 1868 zum Bezirk Holešov. Ab 1872 wurde das Dorf als Jasena bzw. Jasená bezeichnet. Im selben Jahre wurde in der Gemeinde eine private evangelische Kirchenschule eingerichtet, die auch die Kinder aus Lutonina besuchten. Um 1900 bestanden auf den Fluren von Jasená 18 Salaschen, auf denen 100 bis 200 Schafe geweidet wurden.
Die evangelische Schule wurde 1903 in eine öffentliche Schule umgewandelt. Der heutige Ortsname Jasenná wurde 1924 eingeführt. Im Jahre 1934 begannen südlich von Jasenná die Bauarbeiten für die Bahnstrecke Zlín – Valašská Polanka, die von Lutonina in einer großen Schleife bei Jasenná um den Hügel Na Háji nach Ublo geführt werden sollte. Fertiggestellt wurde die Strecke jedoch nur bis Vizovice. Zwischen Jasenná und Ublo dient die Bahntrasse heute als Ortsverbindungsstraße.
1935 wurde Jasenná dem Bezirk Zlín zugeordnet. Der Unterricht in der katholischen Schule wurde 1941 eingestellt. Ab 1949 gehörte Jasenná zum Okres Gottwaldov-okolí und ab 1960 wieder zum Okres Gottwaldov, der nach der politischen Wende von 1989 seit 1990 wieder den Namen Okres Zlín trägt. Seit 1999 führt die Gemeinde ein Wappen und Banner. In Jasenná bestehen zwei Friedhöfe; der öffentliche evangelische Friedhof mit Kolumbarium und Feierhalle sowie ein katholischer Friedhof.

## Ortsgliederung
Für die Gemeinde Jasenná sind keine Ortsteile ausgewiesen. Zu Jasenná gehören die Ansiedlungen Závrší und Trávníky.

## Sehenswürdigkeiten
- Katholische Pfarrkirche Maria Magdalena, in der Ortsmitte, geweiht 1672. Der Kirchturm entstand 1732
- Evangelische Pfarrkirche, am unteren Ortsausgang, errichtet 1833 im Empirestil
- Mikuláštík-Vogtei (Mikuláštíkovo fojtství), in der Ortsmitte, der gezimmerte Bau im karpatischen Stil mit Pawlatschen an der Vorderfront entstand 1748 und beherbergt heute ein Heimatmuseum
- Portaschenstatue, geschaffen 1941 vom Bildhauer Stanislav Mikuláštík, einem Nachfahren des Vogtes und Portaschenleutnants Jiřík Mikuláštík
- denkmalgeschützte Gehöfte Nr. 51 und 153
- Berg Vartovna mit Aussichtsturm
- Naturschutzgebiet Průkopa, freigelegter Hang des Na Háji an der Überführung der Trasse der Baťa-Bahn über die Lutoninka, südlich des Dorfes an der Straße nach Ublo

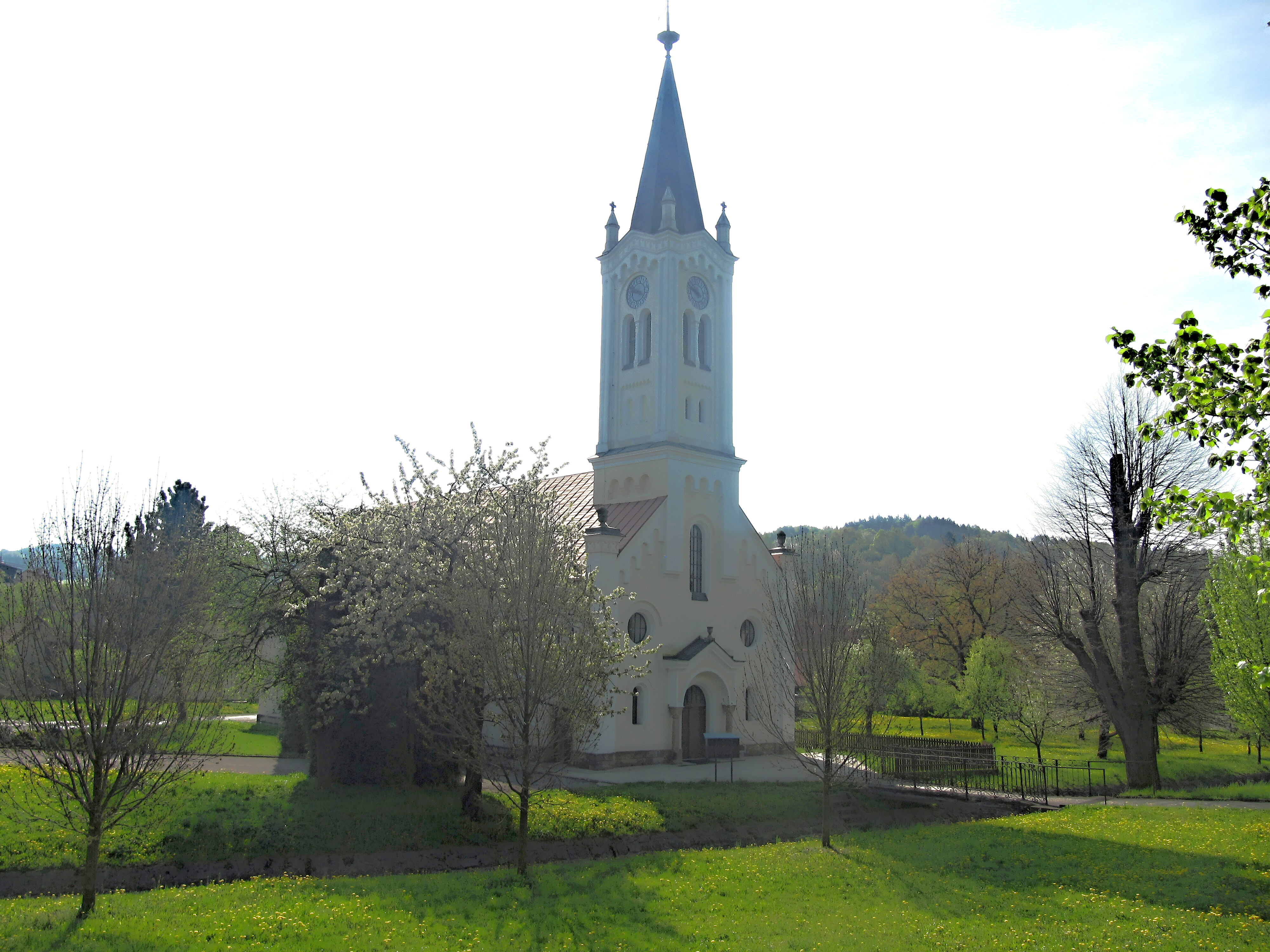
Evangelische Kirche
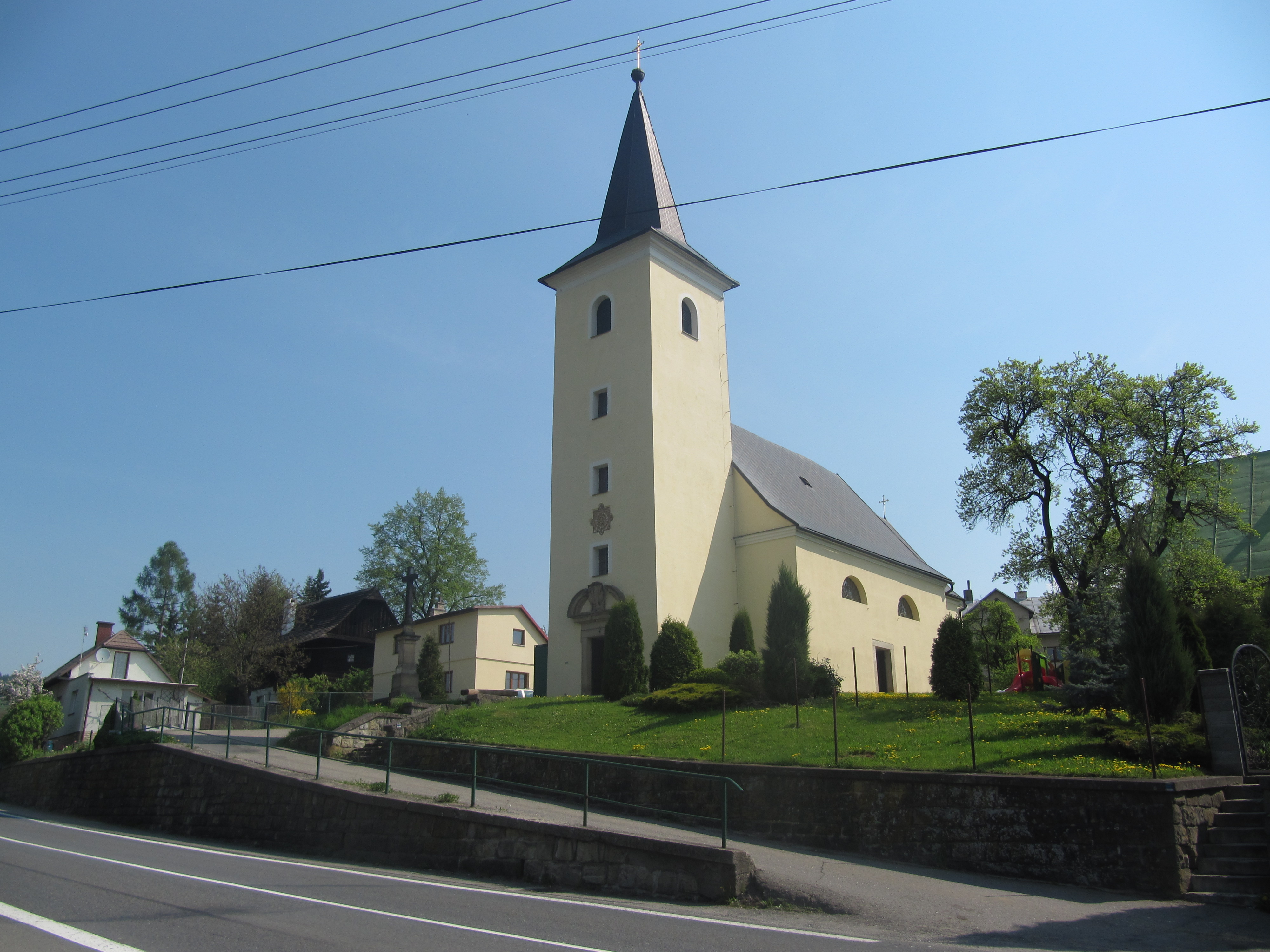
Katholische Kirche
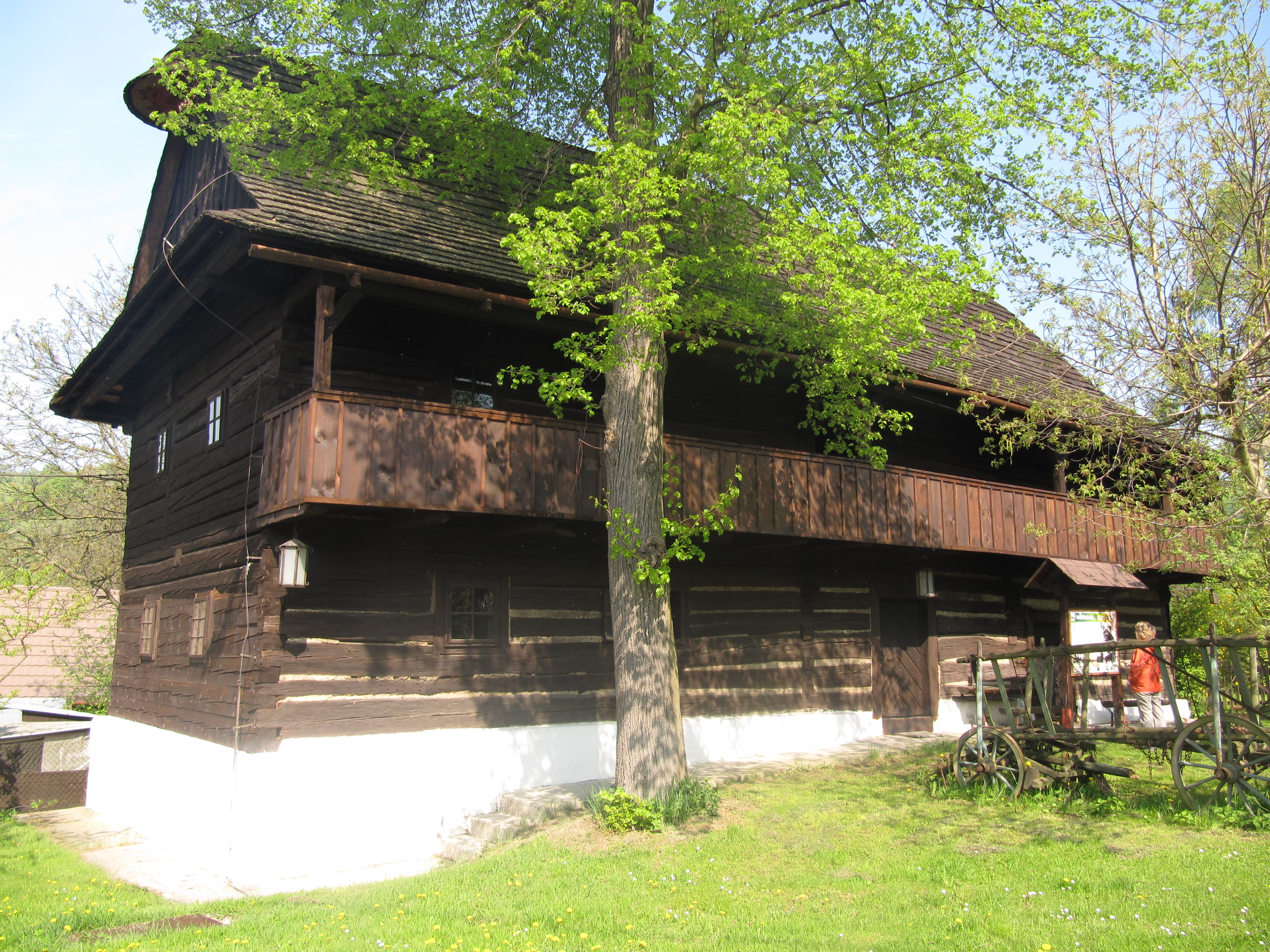
Mikuláštík-Vogtei
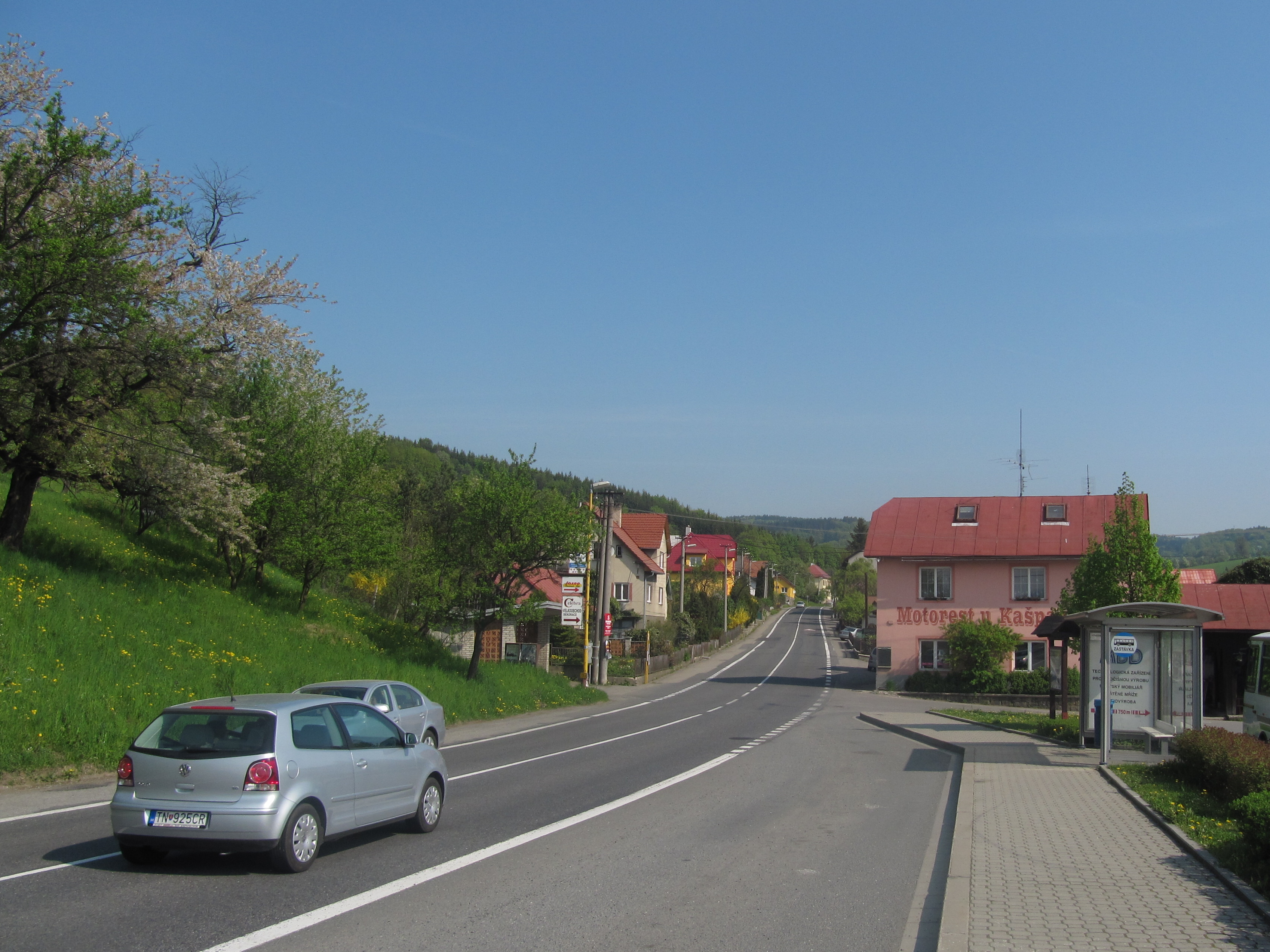
Staatsstraße I/69 (Vizovice – Vsetín)
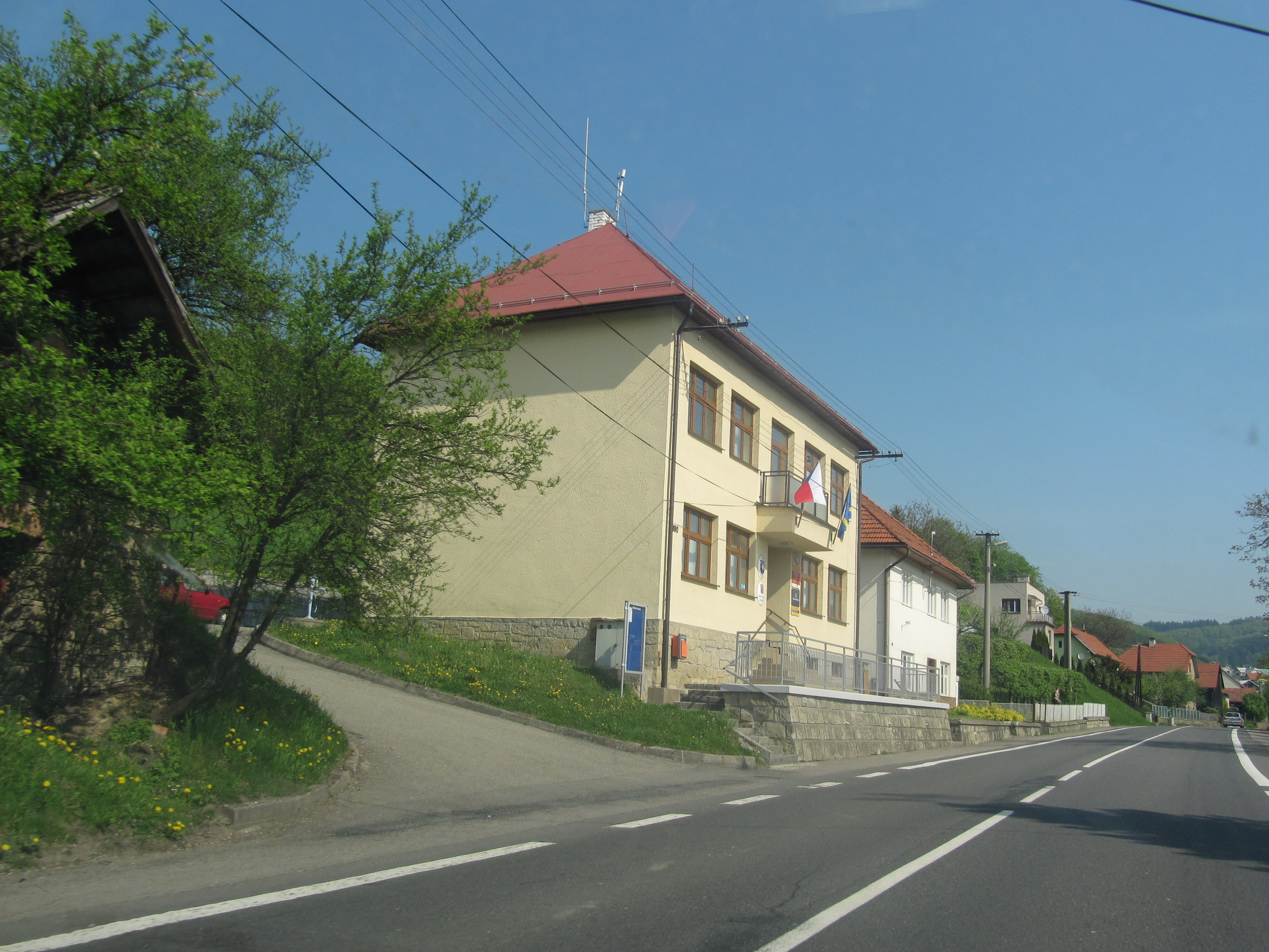
Gemeindeamt
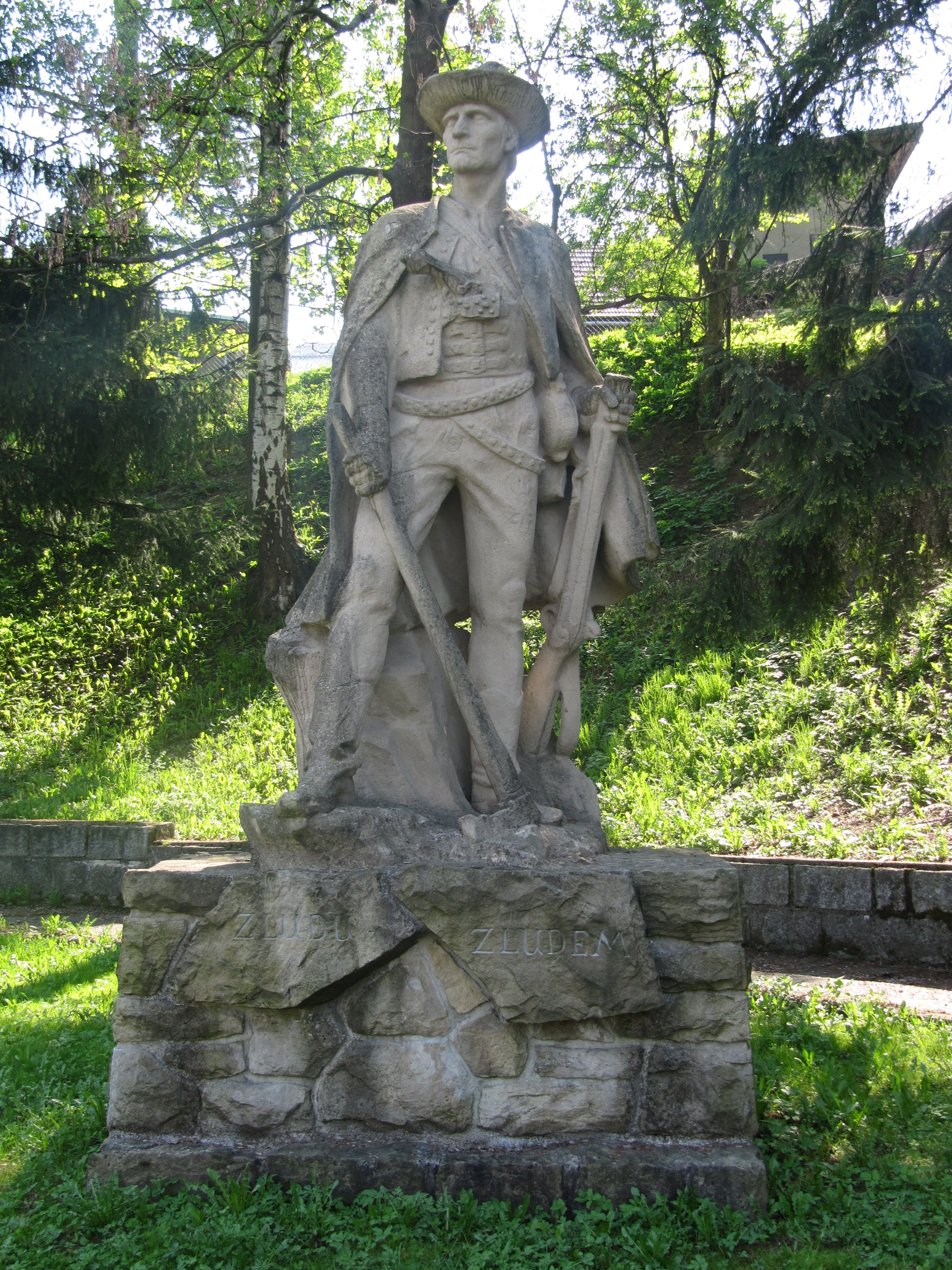
Portaschenstatue

## Persönlichkeiten
In Jassena wurde der tschechische Schriftsteller Pavel Francouz (1932–1995) geboren.